# Calotes desilvai
Calotes desilvai es una especie de iguanios de la familia Agamidae.

## Distribución geográfica y hábitat
Es endémica de las selvas de Sri Lanka. Su rango altitudinal oscila alrededor de los 1080 m s. n. m. (metros sobre el nivel del mar).